# Острів Сент-Елен (Квебек)
Острів Сент-Елен (фр. Île-Sainte-Hélène) — острів на річці Св. Лаврентія, розташований на південному сході від острова Монреаль.

## Географія
Входить до складу архіпелагу Ошлага. Острів — частина міста Монреаль провінції Квебек (Канада). На ньому розташовано парк Жан-Драпо (parc Jean-Drapeau). З'єднано з Монреалем мостом Жак-Картьє і монреальським метрополітеном (станція метро Жан-Драпо).

## Історія
У 1611 році Самюель де Шамплен назвав острів на честь своєї дружини, Елен де Шамплен (фр. Hélène de Champlain). У 1820—1824 роках англійська армія побудувала на острові форт, який діяв як оборонна споруда до 1870 року.
У 1874 на острові створено парк. У ті часи туди ходив пором.
У 1930 році відкрито міст Жак-Картьє, що зв'язує Сент-Елен з Монреалем і Лонгьойєм.
У 1967 на острові проходила Всесвітня виставка Експо-67, до відкриття якої на острові була відкрита станція метрополітену.

## Галерея

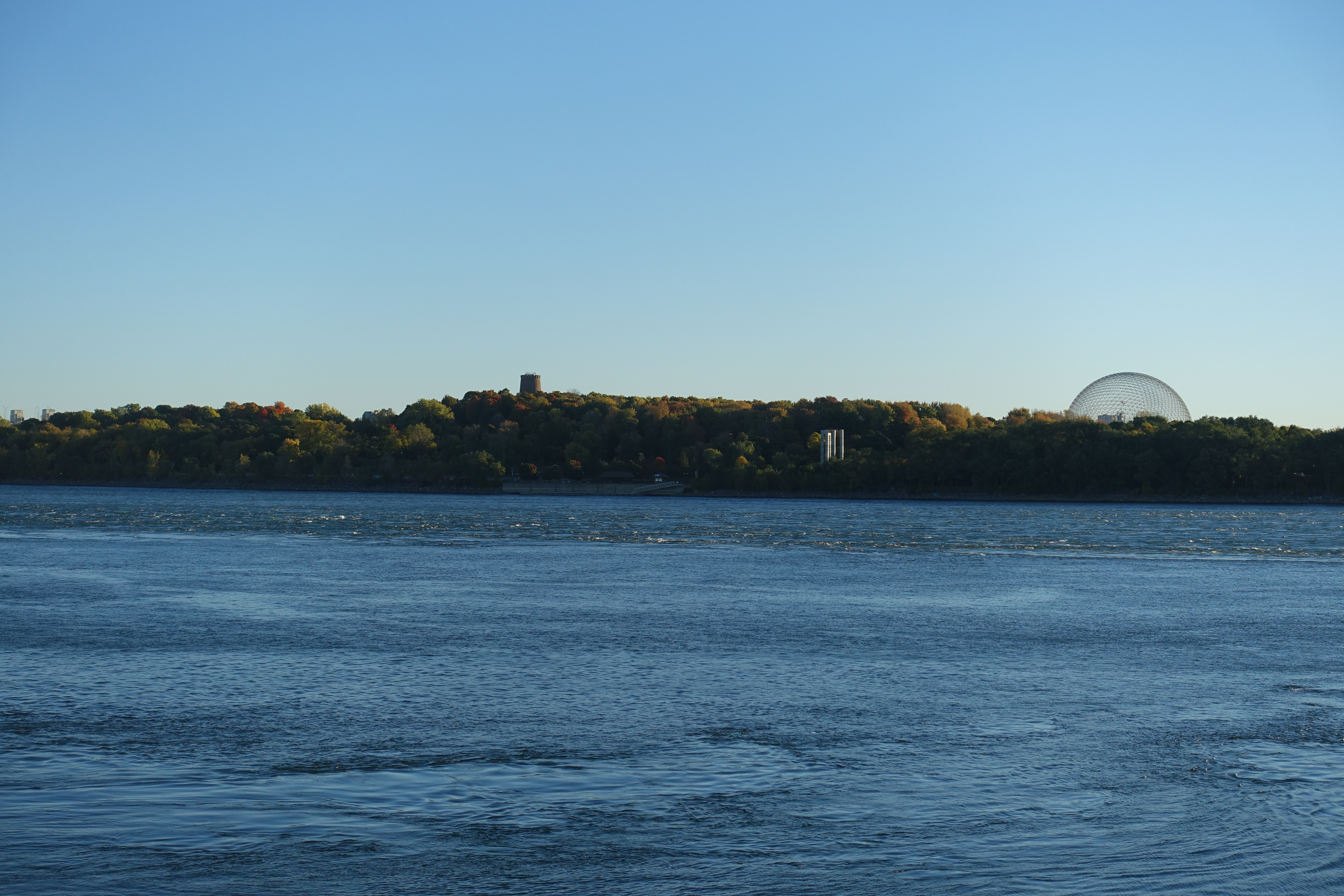
Вид на острів
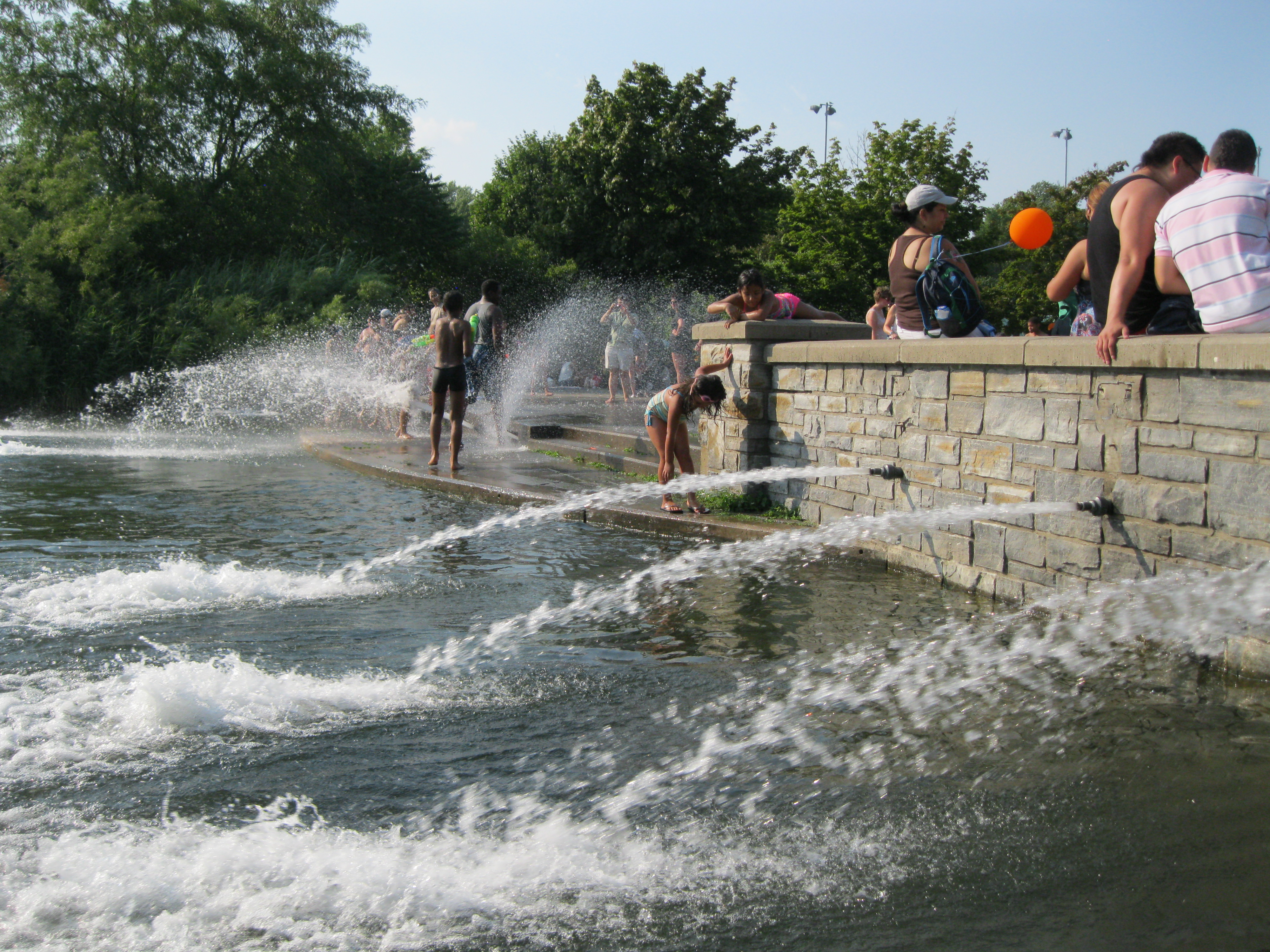
Парк Жан-Драпо
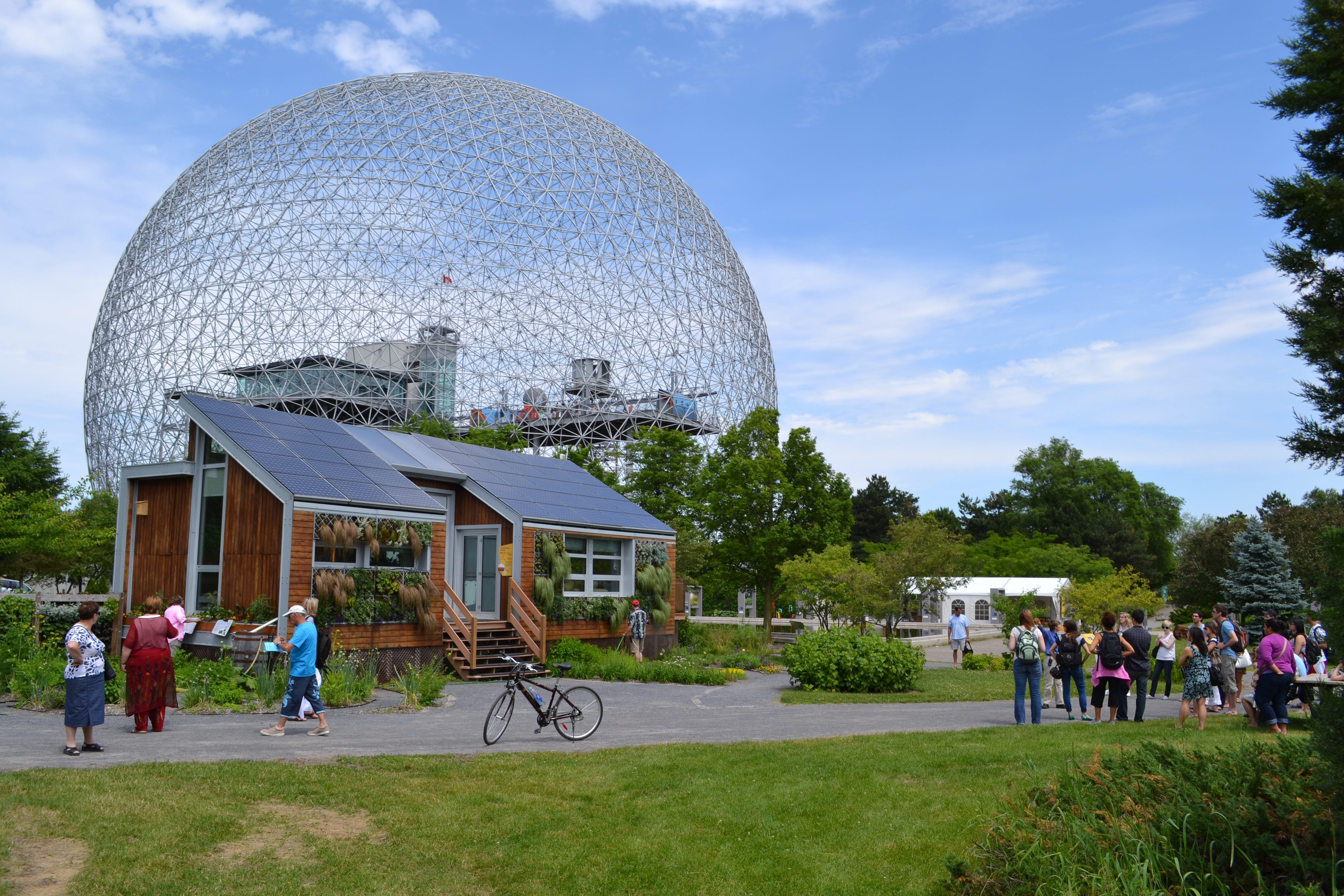
Сонячний будинок